# Sebastian Rank
Sebastian Rank (* 25. April 1986 in Apolda) ist ein ehemaliger deutscher Triathlet.

## Werdegang
Sebastian Rank startete 2003 in Italien bei der Duathlon-Europameisterschaft und belegte bei den Junioren den 17. Rang. Er kam 2004 als Sportsoldat nach Saarbrücken.
2005 holte er im Triathlon den Junioren-Vizeeuropameistertitel und 2007 den 5. Platz bei der Junioren-WM.
Im August 2008 wurde er Deutscher Triathlon-Meister U23. 2009 wurde er als viertbester Deutscher 23. bei der Weltmeisterschafts-Rennserie 2009 auf der olympischen Distanz (1,5 km Schwimmen, 40 km Radfahren und 10 km Laufen). 2012 verpasste er eine angestrebte Nominierung für einen Startplatz bei den Olympischen Sommerspielen in London.
Er startete 2013 im B-Kader der deutschen Triathlon-Nationalmannschaft der Deutschen Triathlon Union (DTU). In der französischen Meisterschaft startete er beim Grand Prix de Triathlon für den Verein EC Sartrouville.
Im November 2013 erklärte Sebastian Rank seine Profi-Karriere als beendet.
Seit 2022 betreibt er eine Physiotherapie in der Hansestadt Rostock.

## Sportliche Erfolge
| Datum/Jahr    | Rang | Wettbewerb                                     | Austragungsort | Zeit     | Bemerkung                                                                                       |
| ------------- | ---- | ---------------------------------------------- | -------------- | -------- | ----------------------------------------------------------------------------------------------- |
| 31. Aug. 2013 | 5    | DTU Deutsche Meisterschaft Triathlon           | Hannover       | 00:56:35 | Deutsche Triathlon-Meisterschaft auf der Sprintdistanz, hinter dem Sieger Jonathan Zipf         |
| 22. Juni 2013 | 9    | Alpen-Triathlon                                | Schliersee     | 01:45:40 |                                                                                                 |
| 7. Aug. 2011  | 28   | ITU Triathlon World Championship Series 2011   | London         |          |                                                                                                 |
| 16. Juli 2011 | 4    | ITU Triathlon World Championship Series 2011   | Hamburg        | 01:44:12 | [ 4 ]                                                                                           |
| 18. Juni 2011 | 36   | ITU Triathlon World Championship Series 2011   | Kitzbühel      |          |                                                                                                 |
| 5. Juni 2011  | 34   | ITU Triathlon World Championship Series 2011   | Madrid         |          |                                                                                                 |
| 14. Aug. 2010 | 6    | ITU Triathlon World Championship Series 2010   | Kitzbühel      |          |                                                                                                 |
| 26. Apr. 2009 | 7    | ITU Triathlon World Cup                        | Ishigaki       | 01:51:34 | [ 5 ]                                                                                           |
| 16. Aug. 2009 | 4    | ITU Triathlon World Championship Series 2009   | London         |          |                                                                                                 |
| 2. Aug. 2008  | 1    | DTU Deutsche Meisterschaft Triathlon U23       | Gelsenkirchen  |          | Deutscher Meister U23 über die Sprintdistanz (750 m Schwimmen, 20 km Radfahren und 5 km Laufen) |
| 23. Juli 2005 | 2    | ETU Triathlon European Championship Junior Men | Alexandroupoli | 00:55:39 | Vizeeuropameister Junioren (0,75 km Schwimmen, 20 km Radfahren und 5 km Laufen)                 |

| 25. Okt. 2003 | 17 | ETU Duathlon European Championship Junior Men | Varallo Sesia | 00:59:06 | Duathlon-Europameisterschaft Junioren (5 km Laufen, 20 km Radfahren und 2,5 km Laufen) |

| Datum/Jahr    | Rang | Wettbewerb              | Austragungsort | Zeit     | Bemerkung                           |
| ------------- | ---- | ----------------------- | -------------- | -------- | ----------------------------------- |
| 31. Dez. 2011 | 1    | Rostocker Silvesterlauf | Rostock        | 00:34:34 | Sieg vor Michael Raelert über 11 km |

(DNF – Did Not Finish)